# 木村克美
木村 克美（きむら かつみ、1931年8月31日 - ）は、日本の化学者。分子科学の分野で著名。分子科学研究所名誉教授。レーザー光を利用して分子の電子状態やイオン化ポテンシャル等の精密測定を行った。実兄の木村資生（きむら もとお）も研究者で、世界的な集団遺伝学者である。理学博士（名古屋大学）。

## 略歴
- 1931年 愛知県岡崎市に生まれる
- 1950年 愛知県立岡崎高等学校卒業[2]
- 1954年 名古屋大学理学部卒業
- 1956年 名古屋大学大学院理学研究科修士課程修了
- 1959年 名古屋大学大学院理学研究科博士課程修了
- 1959年 東京大学物性研究所研究員
- 1960年 米国コーネル大学フルブライト研究員
- 1962年 理化学研究所研究員
- 1963年 大阪大学基礎工学部助教授
- 1968年 北海道大学応用電気研究所教授
- 1979年 分子科学研究所分子集団研究系基礎光化学研究部門教授
- 1984年～1992年 同研究主幹に併任
- 1987年～1992年 同極端紫外光実験施設 (UVSOR) 長に併任
- 1992年～ 同名誉教授
- 1992年 北陸先端科学技術大学院大学材料科学研究科教授
- 1992年～1993年 同新素材センター長
- 1993年～1995年 同材料科学研究科長
- 1995年 同学長補佐

## 受章歴・受賞歴
- 1966年　日本化学会進歩賞「気体電子線回折および電子スペクトルによる分子構造の研究」
- 1989年　日本化学会賞「多光子イオン化光電子分光法による励起分子の研究」
- 1998年　紫綬褒章
- 2003年　勲三等旭日中綬章

## 主な研究
ヘリウム共鳴線 (HeI) を光源とするHeI光電子分光法や、ナノ秒パルスレーザー光電子分光法などを用いて数々の業績を上げた。多数の基本的有機分子の光電子スペクトルを測定し、理論計算に基づくイオン化ポテンシャルの帰属を行った。レーザーを光源とした、新たな高分解能光電子分光法の開発を精力的に行い、パルスレーザーによる多光子励起光電子の飛行時間分析を組み合わせた「電子励起状態からの光電子分光法」を確立した。また、レーザー光電子分光法から見た励起分子の動的過程の研究において大きな成果を上げた。さらに、しきい光電子測定とレーザー多光子励起を組み合わせた「ゼロ運動エネルギー光電子分光法」の開発にも着手し、大きな成果を上げた。パルス電場を用いた短距離飛行型の高感度なゼロ運動エネルギー電子アナライザーの開発も行った。超高リュードベリ電子を選別する2段階パルス電場法を考案し、光電子分光法の分解能をさらに向上させた。
芳香族分子の回転異性体の研究や、ファンデルワールス (vdW) 錯体の研究で大きな成果を上げた。特に一酸化窒素-アルゴン、アニリン-アルゴンvdW錯体についての研究では、ゼロ運動エネルギー光電子分光法がvdW錯体カチオンの研究に非常に有用だということを世界に先駆けて示された研究例である。

## 主な著書
- 『光と原子・分子の電子構造』（共立出版株式会社、1972年）
- HANDBOOK OF HeI PHOTOELECTRON SPECTRA OF FUNDAMENTAL ORGANIC MOLECULES - Ionization Energies, Ab initio Assignments, and Valence Electronic Structure for 200 Molecules（JAPAN SCIENTIFIC SOCIETIES PRESS, Tokyo,  HALSTED PRESS, New York, 1981, ISBN 0470272007
- 日本分光学会 測定法シリーズ 30 『分子の光電子スペクトルとイオン状態』（学会出版センター、1995年）、ISBN 4762298093 C3343